# Idar-Oberstein
Idar-Oberstein (pronunciación en alemán: /ˌiːdaʁˈʔoːbɐʃtaɪ̯n/ⓘ) es una ciudad situada en la región de Rheinland-Pfalz (Renania-Palatinado) en Alemania. Es la capital alemana de la industria de piedras preciosas. La ciudad se encuentra situada a orillas del río Nahe, en el distrito de Birkenfeld. Es la ciudad más grande de la región de Hunsrück al suroeste de Alemania, y tiene una población de alrededor de 35.000 habitantes. Esta ciudad es el lugar de nacimiento del actor Bruce Willis.

## Historia

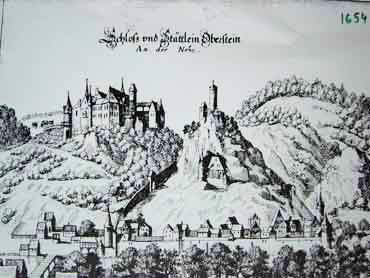
Vista de Oberstein según Matthäus Merian.

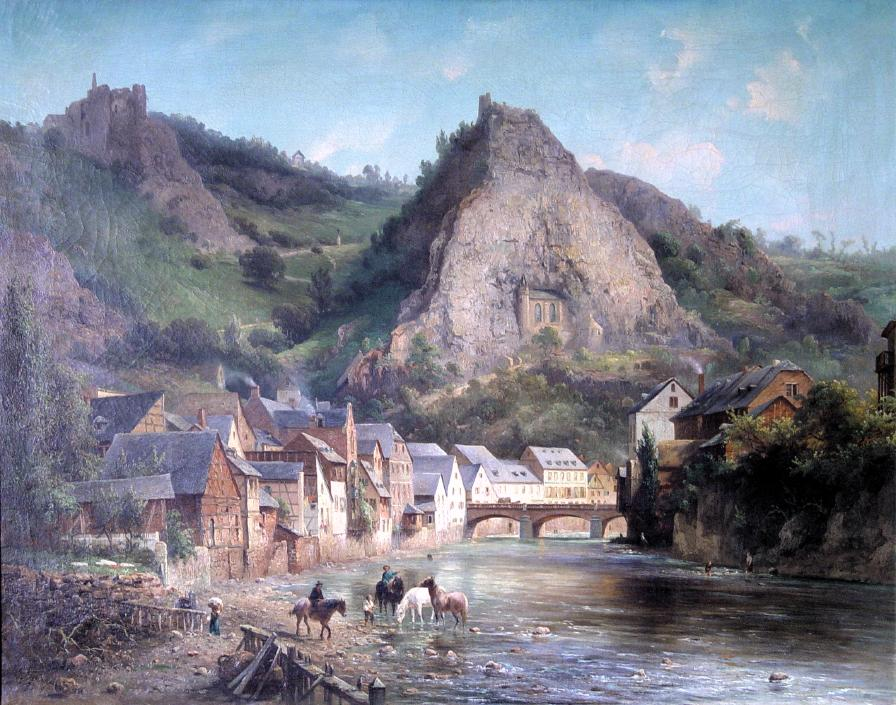
Vista de Oberstein, alrededor de 1875, pintura al óleo de van Prouyen.

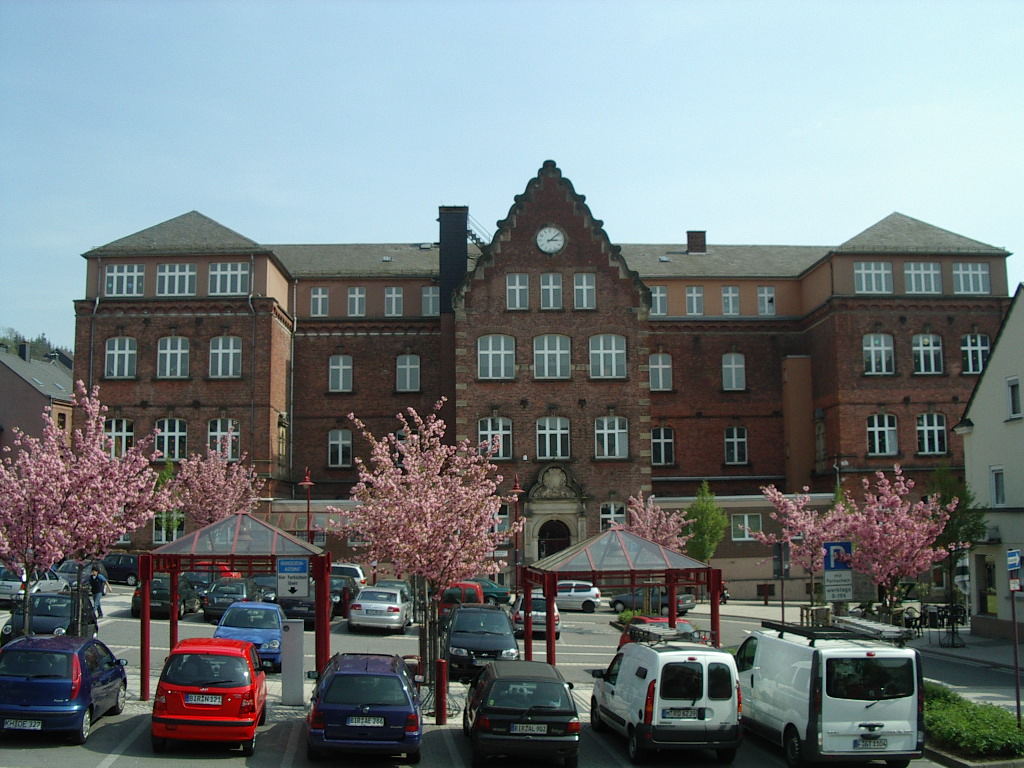
Idar Marketplace y Schule „Am Markt“ - Escuela en el mercado

La historia territorial de los centros individuales de Idar-Oberstein está marcada por una astilla considerable de dominios señoriales en el área local. Solo en la época napoleónica, a partir de 1794, con su reorganización y fusión de varias unidades territoriales, se llevó algún orden a la mezcolanza tradicional de los señoríos locales. Sin embargo, poco después, el Congreso de Viena trajo la futura división de la ciudad una vez más, ya que el río Nahe se convirtió en una frontera, y los centros en su orilla norte se agruparon en el Principado de Birkenfeld, un exclave del Gran Ducado de Oldemburgo, La mayor parte de cuyo territorio estaba en lo que ahora es el noroeste de Alemania, con una costa en el Mar del Norte.
Las ciudades de Idar y Oberstein pertenecieron a los Varones de Daun-Oberstein (que más tarde se convirtieron en los Condes de Falkenstein) hasta 1670. En 1865, tanto Idar como Oberstein obtuvieron los derechos de la ciudad, y finalmente en 1933, se unieron por la fuerza (junto con los municipios de Algenrodt y Tiefenstein) por los nazis para formar la ciudad moderna de Idar-Oberstein.

### Historia hasta la reorganización francesa a partir de 1794
La comunidad constituyente de Oberstein surgió del señorío imperialmente inmediato de Oberstein. El Herren vom Stein ("Señores de la Piedra") tuvo su primera mención documental en 1075, y su asiento estaba en el Castillo Bosselstein, que ahora se conoce como el Altes Schloss ("Antiguo Castillo Palaciego"), y que estaba por encima de donde más tarde se construiría la Felsenkirche ("Iglesia de la Roca"), que fue mencionada ya en el siglo XII. El núcleo del área sobre la que dominaba el señorío estaba enmarcado por los Nahe, los Idarbach, los Göttenbach y los Ringelbach. Después de 1323, los Señores de la Piedra se llamaban a sí mismos "von Daun-Oberstein", y lograron expandir su dominio señorial considerablemente, incluso en tierras al sur de Nahe y en Idarbann. Como el asiento señorial con su castillo y fortificaciones, los restos del antiguo muro de la ciudad construido alrededor de 1410 todavía se pueden ver "Im Gebück" (una frase preposicional, pero utilizada como un nombre propio, en este caso para un carril) - Oberstein podría desarrollarse las características de una ciudad, sin embargo, sin ganar el estatus legal de una ciudad de mercado (Flecken). En 1682, los condes de Leiningen-Heidesheim, y en 1766 los condes de Limburg-Stirum, se convirtieron en los dueños del señorío de Oberstein, que se redujo en gran medida al núcleo señorial antes mencionado después de que el Idarbann fuera cedido al "Hinder" Condado de Sponheim en 1771. En 1776, los Margraves de Baden se convirtieron en los dueños del señorío después de que el condado "Hinder" de Sponheim fuera dividido.
Se sabe por hallazgos arqueológicos que el asentamiento humano en lo que ahora es Idar se remonta a los primeros tiempos. La comunidad constituyente de Idar en la orilla derecha del Nahe pertenecía, al igual que los pueblos de Enzweiler, Algenrodt, Mackenrodt, Hettenrodt, Hettstein, Obertiefenbach y Kirschweiler, a Idarbann. Esta área perteneció principalmente a los Señores de Oberstein, y por lo tanto comparte una historia con Oberstein; sin embargo, en algunos centros, en particular Tiefenbach y Kirschweiler, algunas propiedades y derechos estaban en manos de otros señores, como Waldgrave y Rhinegrave y Tholey Abbey.
La comunidad constituyente de Tiefenstein surgió de la fusión de las aldeas de Tiefenbach y Hettstein en 1909. La historia territorial de esta comunidad de Idarbann es la misma que la de Idar y Oberstein. Tiefenbach fue mencionado como una herencia en un documento de 1283; otra mención documental de 1051 no puede relacionarse con la aldea con certeza. Hettstein fue mencionado como Henzestein o Hezerten en 1321 y tenía entre sus habitantes sujetos Waldgravial.
El pueblo de Algenrodt tuvo su primera mención documental segura como Alekenrod en un documento de defensa de Oberstein de 1321. En 1324, los Señores de Oberstein lo prometieron a los Waldgraves y Rhinegraves de Kyrburg. Pero para esto, Algenrodt comparte una historia con las otras comunidades Idarbann.
Enzweiler cuenta con vestigios de habitación humana que se remontan a la época romana. En 1276, Tholey Abbey poseía un molino cerca de Enzweiler. El pueblo en sí podría haber surgido en el siglo XIV, y siempre fue parte de Idarbann.
El pueblo de Georg-Weierbach, al norte de Nahe, fue construido de una manera que se asemeja a terrazas en una tierra que cae abruptamente hacia el río, probablemente se remonta a la fundación de una iglesia por el arzobispo de Maguncia Hatto II en el siglo X. En el siglo XI, el pueblo fue mencionado en una relación con los Señores de Wirebach (es decir, Weierbach). En 1327, la aldea, que estuvo en manos de los señores de Randeck por un corto tiempo, fue vendida en gran parte a los Waldgrave y Rhinegrave y agrupada en el Amt de Kyrburg. La forma "Georg-Weierbach" proviene del santo patrón de la iglesia.
Göttschied, que tuvo su primera mención documental en 1271, perteneció junto con Regulshausen, Gerach e Hintertiefenbach a la abadía de Mettlach. Por lo tanto, estas cuatro aldeas se conocían como Abteidörfer ("aldeas de la abadía"), y en 1561, se vendieron al condado "Hinder" de Sponheim.
Hamerzwiller (hoy en día llamado Hammerstein) fue mencionado en 1438 en un libro de impuestos guardado por el condado de Sponheim, y había sido retenido por el condado "Hinder" de Sponheim ya en 1269, cuando ese condado confió a los condes de Schwarzenberg con él.
Considerado como el origen de la aldea de Kirchenbollenbach es la fundación de una iglesia por el arzobispo de Maguncia Willigis en algún momento posterior a 975. La evidencia documental más temprana de la aldea se remonta a 1128 cuando se llamaba Bolinbach. Primero se sabe que fue un feudo en poder de los Señores de Schwarzenberg de los Condes de Zweibrücken, después de lo cual pasó en 1595 a los Waldgraves y Rhinegraves de Kirn. Una peculiaridad local aquí fue que una línea secundaria católica de los Rhinegraves, principalmente protestantes, terminó dominando en Kirchenbollenbach, y bajo el príncipe Johann Dominik de Salm-Kyrburg, esta línea no solo fundó una nueva parroquia católica sino que también introdujo un simultáneo en la iglesia local.
Se dice que la primera piedra del pueblo actual de Mittelbollenbach es la finca de Bollenbach, que se mencionó en 1283 como una posesión de los Señores de Oberstein en el área del bosque Winterhauch. En 1432, los duques de Lorena se vieron afectados por Nahbollenbach y Mittelbollenbach, que a raíz de la muerte del último Señor de Oberstein condujo a amargas discusiones sobre los complicados arreglos de herencia. Solo en 1778 Lorraine finalmente renunció a sus reclamos a favor del Electorado de Tréveris.
Hasta 1667, Nahbollenbach y Mittelbollenbach compartieron la misma historia. Entonces, Nahbollenbach fue reconocido por Lorraine como una tenencia alodial de Oberstein, aunque a partir de 1682 era un feudo Electoral-Trier en poder de Oberstein.
El "pueblo de la abadía" de Regulshausen pertenecía a la abadía de Mettlach, que lo vendió en 1561 al condado "Sponder" de Sponheim. La mención documental más antigua proviene de 1491.
El pueblo de Weierbach, que no debe confundirse con Georg-Weierbach mencionado anteriormente, tuvo su primera mención documental en 1232 como Weygherbach, y pertenecía a la Amt de Naumburg en el condado de "Más" de Sponheim, que más tarde fue en poder de los Margraves. de Baden, que le dio al pueblo su antiguo nombre alternativo, Baden-Weierbach. El otro nombre alternativo, Martin-Weierbach, proviene del santo patrón de la iglesia.

### Tiempos de Francia, Oldenburg y Prusia
Después de que los franceses disolvieron todos los antiguos señoríos, introdujeron una reorganización radical de la estructura territorial (y social) a partir de 1794. Toda el área pertenecía al distrito de Birkenfeld en el Departamento de Sarre. Hasta 1814, este era territorio francés. La introducción del Código civil de Francia, la reforma de la justicia y, sobre todo, la abolición de las clases nobles y clericales con el fin concomitante del trabajo obligatorio y otros deberes que antes se debían a los señores ahora impotentes rápidamente hicieron popular el dominio francés. Sin embargo, los nuevos gobernantes imponían una carga fiscal bastante pesada, y también continuaba el reclutamiento de hombres en el ejército francés. Ambas cosas pesaban mucho sobre los ciudadanos franceses de Renania.
Después de que el gobierno napoleónico terminó, el área fue reestructurada. Sobre la base del artículo 25 de las actas finales del Congreso de Viena, la parte norte del Departamento de Sarre se entregó por primera vez al Reino de Prusia en junio de 1815.
Dado que Prusia se vio obligada bajo los términos del Tratado de París de 1815 a ceder un área de esta parcela que contenía 69.000 habitantes a otras potencias: 20.000 almas cada una a Sajonia-Coburgo y Gotha y el duque de Oldemburgo, junto con cesiones más pequeñas a príncipes más pequeños - y dado que esto también se había confirmado en el artículo 49 de los actos finales del Congreso de Viena, la región experimentó una nueva división territorial.
Por lo tanto, las aldeas al sur de Nahe (Hammerstein, Kirchenbollenbach, Mittelbollenbach, Nahbollenbach y Martin-Weierbach) fueron transferidas en 1816 al Principado de Lichtenberg, en poder de los duques de Sajonia-Coburgo y Gotha. Los duques no estaban satisfechos con esta ganancia territorial, y por su parte, la gente en el territorio no estaba satisfecha con sus nuevos gobernantes. En 1834, el área se vendió por dos millones de táleros a Prusia y se convirtió en el distrito de Sankt Wendel. Más tarde, después de la Primera Guerra Mundial, el Tratado de Versalles estipuló, entre otras cosas, que 26 de los 94 municipios del distrito de Sankt Wendel tuvieron que ser cedidos al Sarre ocupado por británicos y franceses. Los 68 municipios restantes llevaban la designación "Restkreis St. Wendel-Baumholder", con la primera sílaba de Restkreis con el mismo significado que en inglés, en el sentido de "sobrante". A los prusianos no les gustaban los líderes, ya que a veces imponían su orden con poder militar. Eran conocidos y odiados por, entre otras cosas, poner fin a una manifestación de protesta del Festival de Hambach en Sankt Wendel en mayo de 1832, completa con un poste de la libertad en la tradición napoleónica, a fin de usar la fuerza militar, después de que Coburg había convocado. Prusia por ayuda en el asunto.
Idar, Oberstein, Tiefenstein, Algenrodt, Enzweiler, Georg-Weierbach, Göttschied, Enzweiler y Regulshausen se convirtieron el 16 de abril de 1817 en parte del recién creado Principado de Birkenfeld. También se convirtieron en el Amt de Oberstein, que comprendía los Bürgermeistereien ("Alcaldías") de Herrstein, Oberstein y Fischbach. Se permitió que la ley francesa se mantuviera. Sin embargo, el duque emitió un Staatsgrundgesetz ("Ley Estatal Básica") con el cual la gente no estaba de acuerdo, porque preferirían haberse quedado con Prusia. Este trabajo continuo sobre la colcha de retazos de pequeños estados que cubren Alemania fue juzgado de manera muy crítica en Idar y Oberstein, mientras que Birkenfeld, que como resultado del nuevo acuerdo político se había planteado en la ciudad de residencia, encontró poco de qué quejarse. La industria de la joyería allí, que incluso en este momento se había convertido en nacional, quizás internacional en alcance, y de hecho los propios comerciantes de joyas, que ahora se encontraban viviendo en una pequeña ciudad orientada a las provincias, percibieron el nuevo acuerdo, sin embargo, como un paso atrás, particularmente después de los años que Francia había gobernado. Había tenido su metrópolis mundana de París con sus buenos negocios. Los comerciantes, por lo tanto, intentaron enérgicamente, pero sin éxito, que sus tierras se reajustaran a Prusia. Por otro lado, los Oldenburgers rápidamente lograron hacerse populares entre la gente al instalar un gobierno desinteresado que estableció un poder judicial independiente e introdujo varios programas que favorecían a los agricultores y la economía. Un sistema escolar bien regulado, en 1830, se construyó una escuela pública en Oberstein, y la suspensión temporal del reclutamiento militar solo ayudó a respaldar esta imagen positiva. Se ampliaron las carreteras y se creó un servicio de autocar postal (para personas, envíos a granel y productos voluminosos). El edificio del ferrocarril del valle de Nahe trajo un nuevo repunte económico, especialmente cuando se abrió el tramo de Bad Kreuznach a Oberstein el 15 de diciembre de 1859.

### Desde la Primera Guerra Mundial
Cuando terminó la Primera Guerra Mundial, el Gran Duque Friedrich August de Oldenburg abdicó, con lo que el Landesteil (literalmente "parte del país") de Birkenfeld en el Estado Libre de Oldenburg surgió del antiguo principado. Este Landesteil, junto con toda Renania, fue ocupado por los franceses el 4 de diciembre de 1918. No se retiraron hasta el 30 de junio de 1930.
En las elecciones al Landtag de Oldemburgo en 1931, el NSDAP recibió más del 37% de los votos emitidos, pero no pudo formar el gobierno. Después de que los nazis renunciaron por primera vez a una declaración de tolerancia para el gobierno existente, pronto exigieron que se disuelva el Landtag. Como esto no era posible, los nazis presentaron una demanda para un referéndum y se salieron con la suya. Esto dio lugar a la disolución el 17 de abril de 1932. En las nuevas elecciones que siguieron el 20 de mayo, los nazis ganaron el 48,38% del voto popular y, por lo tanto, obtuvieron 24 de los 46 escaños en el Landtag, lo que les dio una mayoría absoluta. En Idar, que todavía era una ciudad autónoma, los nacionalsocialistas recibieron más del 70% de los votos emitidos. De ese modo, ya podrían gobernar, al menos en Oldemburgo, con el respaldo del Partido Nacional del Pueblo Alemán, que tenía dos escaños a su disposición, incluso antes de la toma oficial del poder de Adolf Hitler en 1933. Una de las primeras iniciativas del nuevo gobierno fue la reforma administrativa para Oldemburgo, seguido el 27 de abril de 1933 por el similar Gesetz zur Vereinfachung und Verbilligung der Verwaltung ("Ley para simplificar la administración y reducir su costo") para el Landesteil de Birkenfeld. A través de esta nueva ley, 18 municipios anteriormente autoadministrados se fusionaron; esto incluía las ciudades autoadministradas (que habían obtenido los derechos de la ciudad en 1865) de Idar y Oberstein, que se fusionaron entre sí y también con los municipios de Algenrodt y Tiefenstein para formar la nueva ciudad de Idar-Oberstein. La ley presagiaba lo que estaba por venir: se aplicaría en unas pocas semanas, sin más discusión o participación, con exclusión del público y contra la voluntad de los municipios, a quienes ni siquiera se les había preguntado si lo querían, a lugares como Herrstein y Oberwörresbach, Rötsweiler y Nockenthal, o Hoppstädten y Weiersbach. La reestructuración también brindó a los nazis la oportunidad de deshacerse de algunos "indeseables"; bajo Kreisleiter (líder del distrito) Wild de Idar, todos los puestos públicos importantes se mantuvieron hasta la caída de Hitler por los nazis.
En 1937, sobre la base de la Ley del Gran Hamburgo, el Landesteil de Birkenfeld fue disuelto y transferido junto con el "Restkreis St. Wendel-Baumholder" al distrito prusiano de Birkenfeld, una escritura que puso todo lo que es hoy Las comunidades constituyentes de Idar-Oberstein en el mismo distrito.
Después de la Segunda Guerra Mundial, junto con todo el distrito, toda el área municipal de la ciudad pasó al entonces recién fundado estado de Renania-Palatinado.
El 1 de abril de 1960, la ciudad de Idar-Oberstein fue declarada Große kreisangehörige Stadt (gran ciudad perteneciente a un distrito) por el gobierno estatal, después de que la misma ciudad hubiera solicitado el estatus.

### Amalgamaciones
En el curso de la reestructuración administrativa en Renania-Palatinado, nueve municipios circundantes se fusionaron con Idar-Oberstein. El 7 de junio de 1969, los municipios de Enzweiler, Göttschied, Hammerstein y Regulshausen se fusionaron, y el 7 de noviembre de 1970 fueron seguidos por Georg-Weierbach, Kirchenbollenbach, Mittelbollenbach, Nahbollenbach y Weierbach.
Antes de la reestructuración administrativa, el entonces alcalde de Idar-Oberstein, el Dr. Wittmann, mantuvo extensas conversaciones, a veces a puerta cerrada, con ofertas de negociación a los 22 municipios de los alrededores. Una de las razones de esto fue una tendencia que se había observado en la gente de Idar-Oberstein para mudarse de la ciudad a los municipios circundantes, que estaban abriendo amplias áreas de nueva construcción, entre otras, Göttschied, Rötsweiler-Nockenthal y Kirschweiler, mientras que dentro de la ciudad en sí, dada la problemática mentira de la tierra, apenas había. El mismo problema se ocupó de que hubiera escasez de tierra para la ubicación industrial. Sorprendente fue el deseo expresado por Weierbach, que surgió sin una de las iniciativas de Idar-Oberstein, de unirse a la nueva ciudad más grande, porque en ese momento, Weierbach ni siquiera limitaba con la ciudad, y Weierbach en sí mismo fue previsto como el futuro núcleo de su propio municipio más grande, o tal vez incluso la ciudad, junto con los municipios de Fischbach, Georg-Weierbach y Bollenbach, que se habrían amalgamado con este municipio si se hubiera realizado el plan original.
Con la excepción de Georg-Weierbach, la propuesta de fusionar estas aldeas con la ciudad de Idar-Oberstein tenía mayorías notables, ya sea en las aldeas o en sus consejos, a favor de disolver sus respectivos municipios y luego fusionarse con la ciudad. Sin embargo, surgieron discusiones amargas e incluso disputas legales administrativas en el antiguo Amt de Weierbach, que ahora carecía de sus municipios centrales. En abril de 1970, el Amt de Weierbach presentó una queja constitucional ante el Verfassungsgerichtshof Rheinland-Pfalz (Tribunal Constitucional de Renania-Palatinado), que dictaminó el 8 de julio de 1970 que la ley estatal para la simplificación administrativa en Renania-Palatinado era en parte inconstitucional. El derecho a la autoadministración del Amt de Weierbach, además, dictaminó, estaba siendo infringido, y la vitalidad de la liga municipal estaba en peligro. Así, Weierbach, Georg-Weierbach, Nahbollenbach, Mittelbollenbach y Kirchenbollenbach fueron, con efecto inmediato, egresados de la ciudad y reintegrados como municipios autoadministrados. Después de amargas discusiones entre la ciudad de Idar-Oberstein junto con los partidarios de la fusión por un lado y el Amt de Weierbach junto con los opositores de la fusión por el otro, quienes promovieron sus puntos de vista en manifestaciones, reuniones y duelos de cartas en páginas de correspondencia del periódico, se realizó una encuesta a principios de septiembre de 1970 con una votación en el Amt de Weierbach. Los resultados favorecieron el estado de cosas que había existido antes de la decisión del tribunal constitucional con casi el 80% de los votos a favor de la amalgamación, mientras que los municipios restantes en el Amt de Weierbach, a saber, Sien, Sienhachenbach, Schmidthachenbach, Fischbach, Zaubach (una aldea que desapareció a finales del siglo XX) y Dickesbach devolvió un voto de aproximadamente el 95% a favor de mantener el Amt de Weierbach.
Con esta expansión de la ciudad, los centros de gravedad en el distrito de Birkenfeld habían cambiado considerablemente. Idar-Oberstein podría crecer aún más como un centro intermedio: se ampliaron las instalaciones educativas (Realschule, Heinzenwies-Gymnasium), se pudieron abrir nuevos desarrollos de edificios (especialmente en Göttschied, Regulshausen y Weierbach), se dispuso de terrenos para un nuevo edificio hospitalario y también había espacio para ubicar operaciones industriales y comerciales.
Dado que Idar-Oberstein no solo contaba con una buena infraestructura general, sino también, después de que se puso en servicio el embalse de Steinbach, un suministro de agua más que adecuado, la opción de fusionarse con la ciudad se volvió atractiva para muchos municipios más. Por iniciativa del alcalde Wittmann, quien hizo una encuesta realizada por una oficina de planificación de Osnabrück sobre la relación de la ciudad con otros 25 municipios vecinos, el concejo municipal decidió promover la "amalgamación incondicional" de los municipios de Fischbach, Dickesbach, Zaubach, Mittelreidenbach, Oberreidenbach, Schmidthachenbach, Sienhachenbach, Sien, Hintertiefenbach y Vollmersbach. Los municipios de Rötsweiler-Nockenthal, Siesbach, Gerach, Veitsrodt, Kirschweiler, Hettenrodt y Mackenrodt recibirían cada uno una oferta de la fusión. La administración del distrito en Birkenfeld se involucró, y la asamblea de distrito (Kreistag) decidió que la política de amalgamación de Idar-Oberstein, que se consideraba imprudente, debía ser censurada. Dado que, mientras tanto, un cierto desencanto con todas estas amalgamas se había establecido tanto en los centros periféricos como en la ciudad de Idar-Oberstein, todas las iniciativas adicionales no llegaron a ninguna parte o fueron archivadas.

### Schinderhannes
Idar-Oberstein tiene sus conexiones con el notorio proscrito Johannes Bückler (1777–1803), comúnmente conocido como Schinderhannes. Sus padres vivían en Idar alrededor de 1790, y Oberstein fue el escenario de una de sus primeras fechorías en 1796. Gastó todo un Luis de oro en bebidas en una posada. Se lo había robado a un posadero llamado Koch de Veitsrodt que tenía la intención de usarlo para comprar brandy.
La novia de Schinderhannes, Juliana Blasius (1781-1851), conocida como "Julchen", vino del centro periférico de Idar-Oberstein de Weierbach. Pasó su infancia con su padre y su hermana mayor Margarethe como "cantante de banca" y violinista en los mercados y las fiestas de la iglesia. En la Pascua de 1800, Schinderhannes vio "Julchen" por primera vez en el Wickenhof, una aldea ahora desaparecida cerca de Kirn, donde bailaba el joven de 19 años. Su relación produjo una hija y un hijo, Franz Wilhelm. Después de que Schinderhannes fuera decapitado por sus crímenes en 1803, Juliana se casó primero con un gendarme, con quien tuvo siete hijos, y luego, después de su muerte, con un pastor de ganado y jornalero.

### La leyenda de la Felsenkirche ("Iglesia de la Roca")

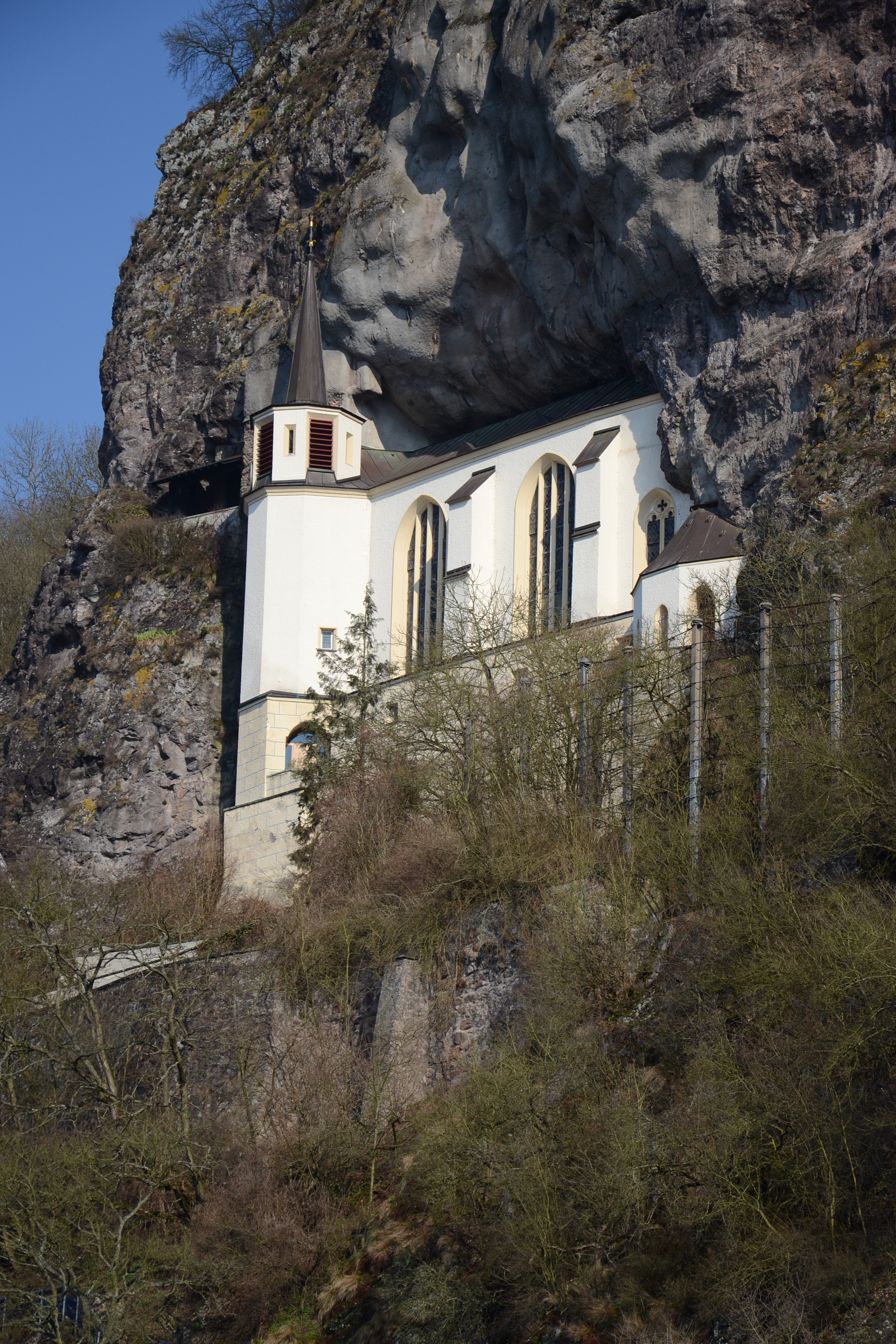
Felsenkirche ("Crag Church"), una iglesia legendaria y símbolo de la ciudad.

Según la leyenda, había dos hermanos nobles, Wyrich y Emich, que se enamoraron de una hermosa niña llamada Bertha. Los hermanos vivían en el castillo de Bosselstein, que se alzaba sobre una colina de 135 m de altura. Bertha era de una línea noble que ocupaba el cercano castillo de Lichtenburg.
Ninguno de los hermanos era consciente de los sentimientos del otro por Bertha. Cuando Wyrich, el hermano mayor, estaba fuera de un negocio desconocido, Emich logró asegurar el afecto de Bertha y, posteriormente, se casó con ella. Cuando Emich anunció la noticia a su hermano, el temperamento de Wyrich lo venció. En el calor del momento, arrojó a su hermano por la ventana del castillo y lo envió a su muerte en las rocas de abajo.
Wyrich se llenó casi de inmediato de remordimiento. Con el consejo de un abad local, comenzó un largo período de penitencia. En este momento, Bertha desaparece del registro histórico. Muchos románticos sienten que ella murió de un corazón roto.
Mientras Wyrich esperaba una señal celestial que mostrara que había sido perdonado, el abad sugirió que construyera una iglesia en el lugar exacto donde murió su hermano. Wyrich trabajó y rezó hasta el cansancio. Sin embargo, en el momento en que se completó la iglesia, recibió su señal: una fuente milagrosa se abrió en la iglesia.
Wyrich murió poco después de esto. Cuando el obispo local vino a consagrar la nueva iglesia, encontró al noble señor muerto en sus escalones. Wyrich más tarde fue colocado en la misma tumba con su hermano.

### Emigración y gemas
Idar-Oberstein es conocido como un centro de piedras preciosas. Hasta el siglo XVIII, el área era una fuente de ágata y jaspe. Una combinación de mano de obra y energía de bajo costo ayudó a que floreciera la industria de trabajo con piedras preciosas. El río Nahe proporcionó energía de agua gratuita para las máquinas de corte y pulido en los molinos.
Sin embargo, en el siglo XVIII, los hallazgos de piedras preciosas en Hunsrück estaban disminuyendo, haciendo la vida más difícil para la gente local. Muchos se fueron para probar suerte en el extranjero. Algunos llegaron hasta Brasil, donde descubrieron que las piedras preciosas podían recuperarse de minas a cielo abierto o incluso encontrarse en ríos y arroyos. La tradición localmente común de preparar carne a fuego abierto, el churrasco, también fue adoptada por los recién llegados e incluso encontró su camino de regreso a su tierra natal mediante el envío de piedras preciosas. Los nódulos de ágata fueron enviados de regreso como lastre en embarcaciones vacías que habían descargado carga en Brasil. Las ágatas baratas fueron transportadas a Idar-Oberstein.
A principios del siglo XIX, muchas personas fueron expulsadas del área local por el hambre y también fueron a América del Sur. En 1827, los emigrantes de Idar-Oberstein descubrieron el depósito de ágata más importante del mundo en el estado brasileño de Río Grande del Sur. Ya en 1834, la primera entrega de ágata de Río Grande del Sur se había hecho a Idar-Oberstein. La ágata brasileña exhibió capas muy uniformes, mucho más que las que se ven en las ágatas locales. Esto los hizo especialmente buenos para hacer gemas grabadas. Utilizando el conocimiento técnico local de los colorantes químicos, la industria creció más que nunca a principios del siglo XX.
Después de la Segunda Guerra Mundial, la región tuvo que redefinirse una vez más, y se convirtió en un centro líder en el comercio de piedras preciosas de Brasil y África. Eso a su vez proporcionó a los artistas locales una gran selección de material y la región experimentó un "tercer boom" como centro de piedras preciosas. Más recientemente, sin embargo, la competencia de Tailandia y la India ha golpeado fuertemente a la región.

## Lugares de interés
La Iglesia de la Roca
La Iglesia de la Roca es el símbolo sacro de Idar-Oberstein. Se construyó entre los años 1482 y 1484, en medio de la roca, a unos 60 metros de altura como expiación de un fratricidio, ya que el rey del castillo tiró a su hermano montaña abajo.
Palacio de Oberstein y el Castillo de Bosselstein
Emplazados en lo alto de una colina el Palacio de Oberstein y el Castillo de Bosselstein, dominan la ciudad. Desde el patio interior del palacio se obtienen unas vistas impresionantes de Idar-Oberstein. 
Museo de Idar-Oberstein
El Museo de Idar-Oberstein bajo la Iglesia de la roca, ofrece una de las colecciones de minerales más completas de Alemania. La sala del cristal presenta algunas obras de gran peso provenientes de ultramar y el gabinete fluorescente te garantiza una visita inolvidable. Mientras se pasea por el pueblo se pueden encontrar minerales con pedestales o pegados a los muros formando preciosos dibujos. 

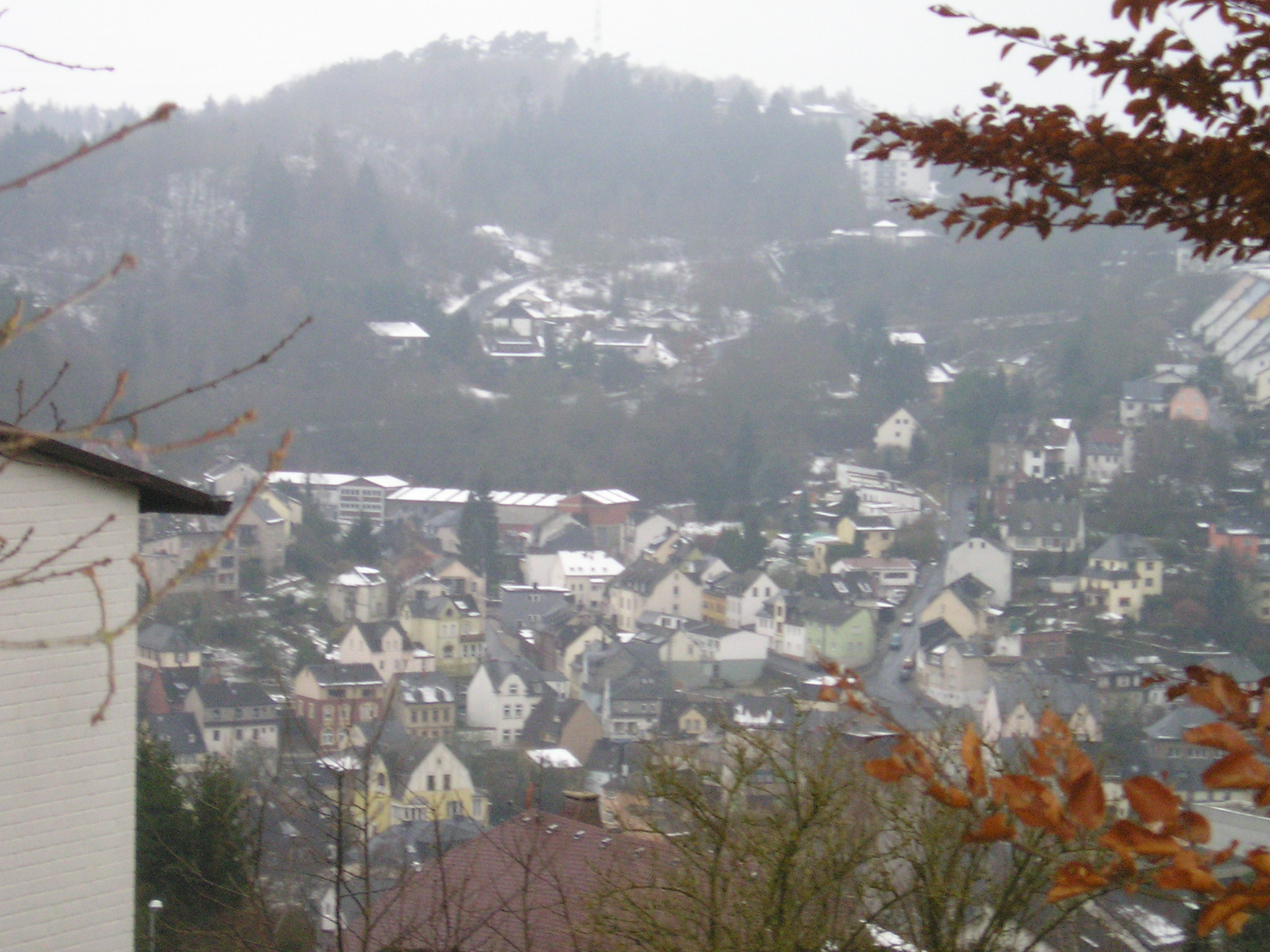
Vistas de Idar
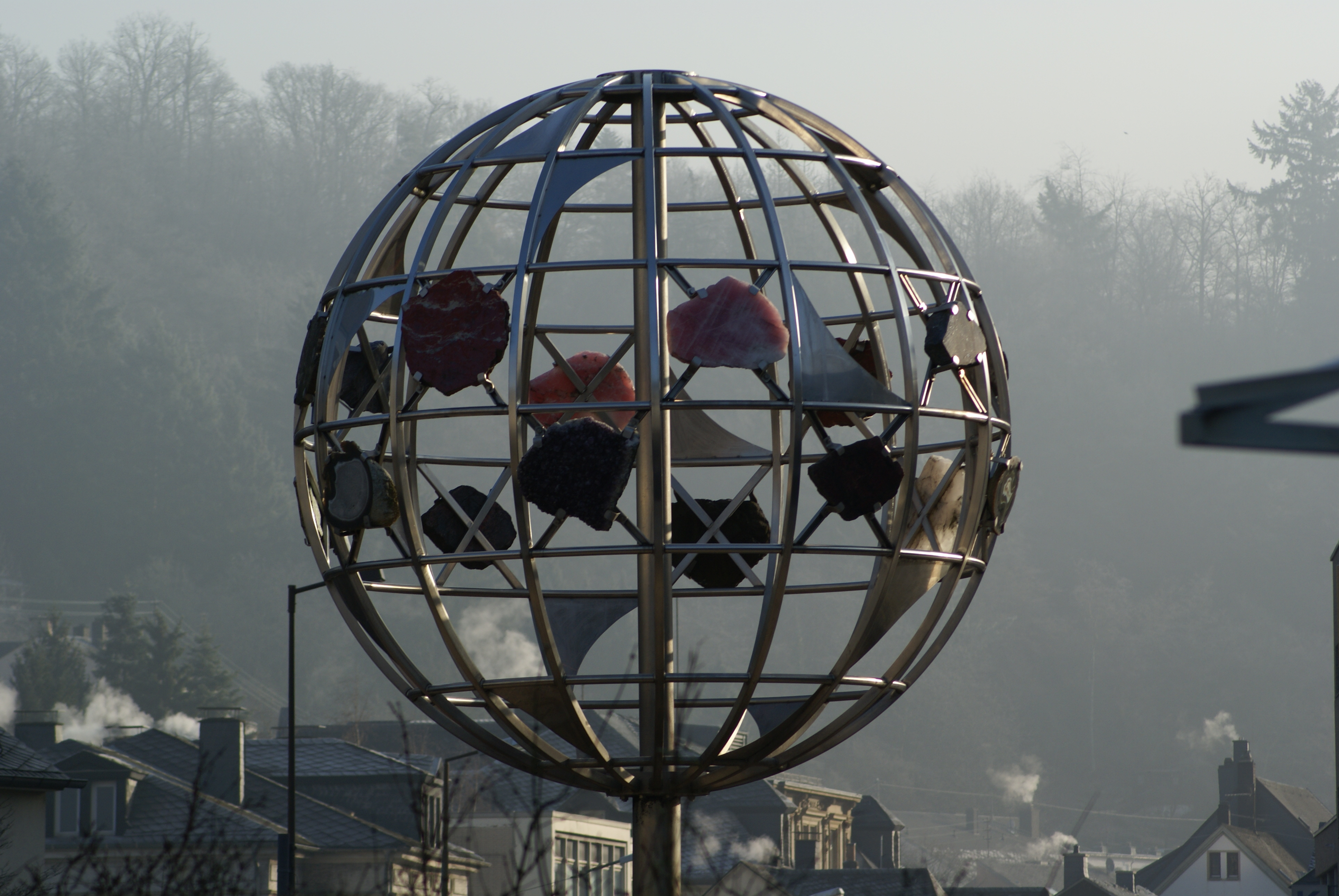
Decoración con planchas de ágatas